# Hervé Boussard
Hervé Boussard (ur. 8 marca 1966 w Pithiviers, zm. 26 czerwca 2013 w Lésigny) – francuski kolarz szosowy, brązowy medalista olimpijski.

## Kariera
Największy sukces w karierze Hervé Boussard osiągnął w 1992 roku, kiedy wspólnie z Philippe’em Gaumontem, Didierem Faivre-Pierretem i Jean-Louisem Harelem zdobył brązowy medal w drużynowej jeździe na czas na igrzyskach olimpijskich w Barcelonie. Był to jedyny medal wywalczony przez Boussarda na międzynarodowej imprezie tej rangi oraz jego jedyny start olimpijski. Poza tym zwyciężył między innymi w Circuit des Plages Vendéennes w 1990 roku i Classification Tour de la Somme rok później. Nigdy nie zdobył medalu na szosowych mistrzostwach świata.